# أورياهوفو
أورياهوفو (بالبلغارية: Оряхово) هي مدينة ساحلية تقع في شمال غرب بلغاريا، وتقع المدينة ضمن مقاطعة فراتسا. وهي منطقة تلال تقع على الضفة اليُمنى من نهر الدانوب، وعلى بُعد كيلومترات قليلة من نهر جيو على الحدود الرومانية. حسب احصائيات سنة 2009 يبلغ عدد سكان المدينة 5,400 نسمة.

## معرض صور

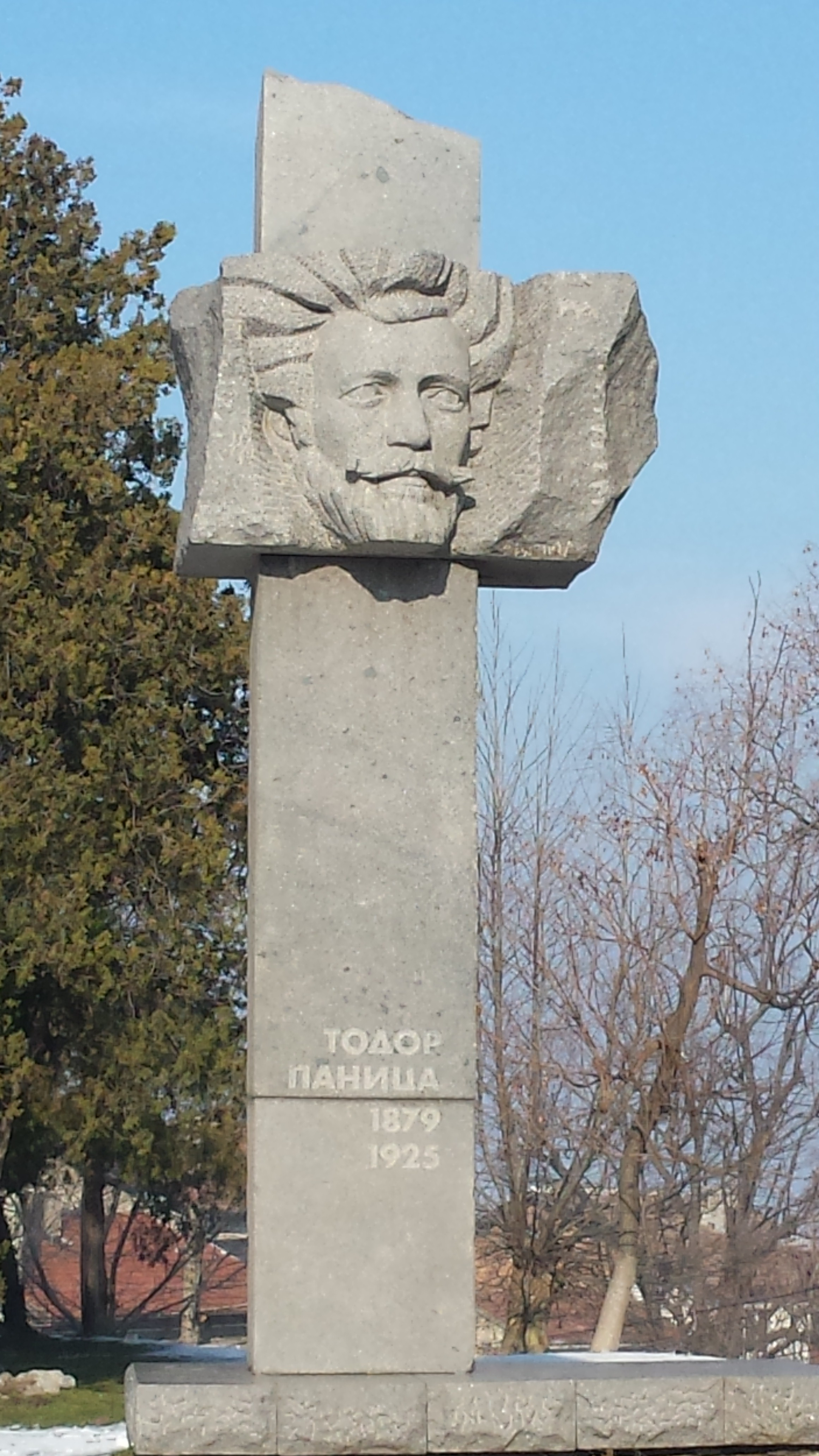
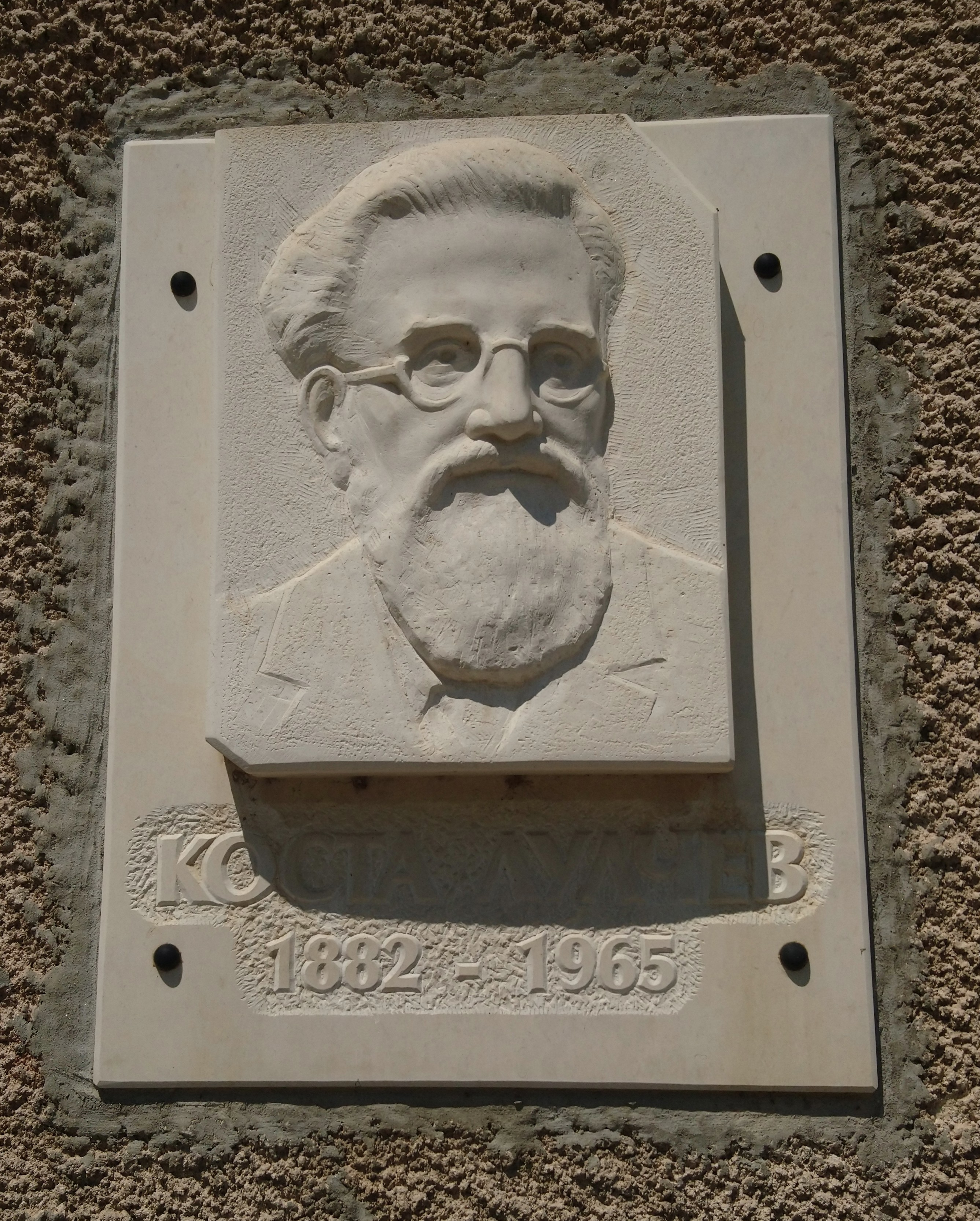
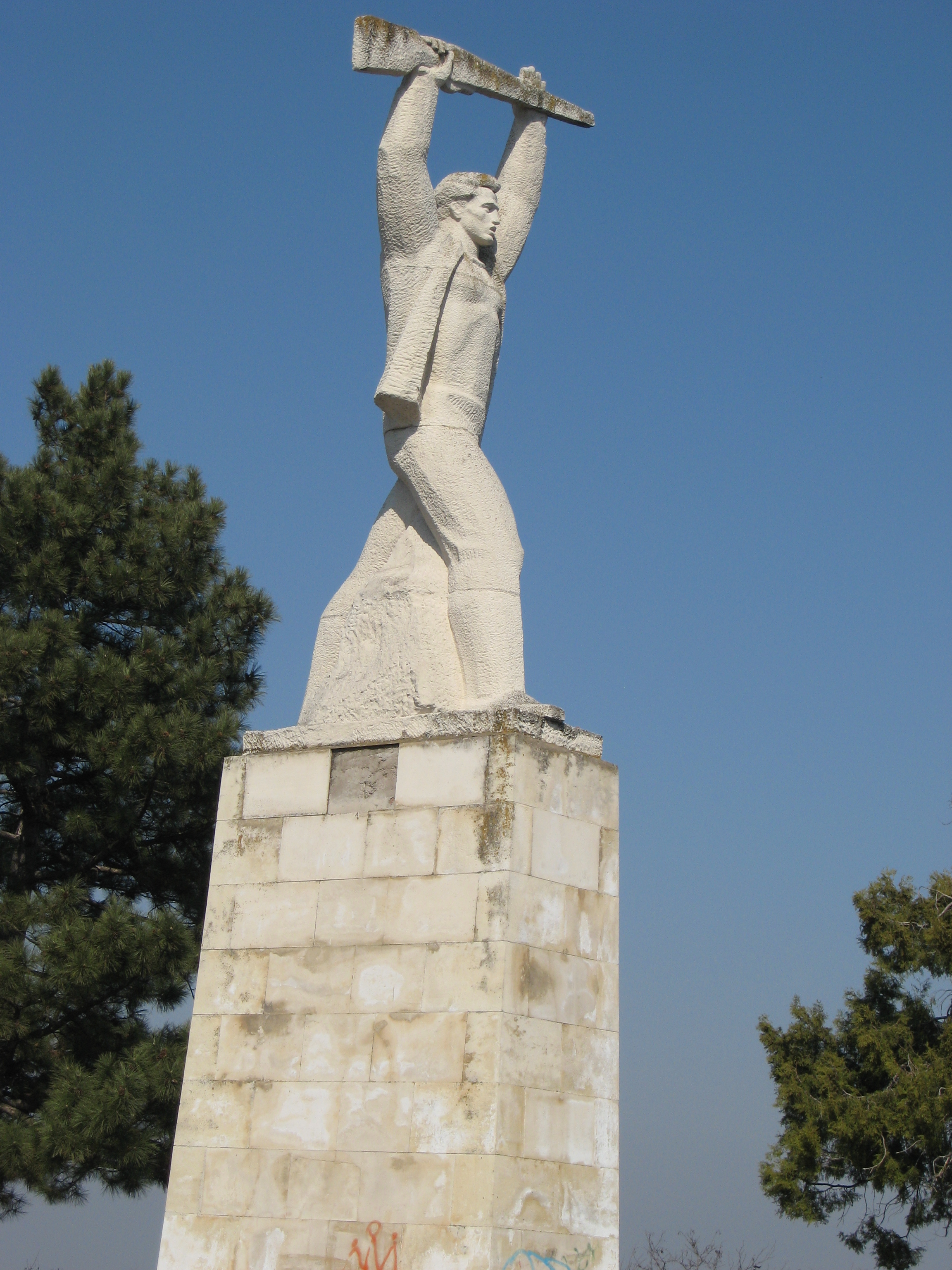

## أعلام
- ألكسندر تسانكوف
- مارين فاربانوف